# Kimia miyagii
Kimia miyagii är en tvåvingeart som först beskrevs av Toma och Mogi 2003.  Kimia miyagii ingår i släktet Kimia och familjen stickmyggor. Inga underarter finns listade i Catalogue of Life.